# سید مرصفی
سیّد مَرصَفی (؟ -۱۹۳۱م) ادیب مصری و مدرس الازهر بود.

## آثار
- رغبة الآمل فی کتاب الکامل
- أسرار الحماسة: شرح دیوان ابوتمام